# 阔叶景天
阔叶景天（学名：Sedum roborowskii）为景天科景天属的植物。分布于中国大陆的西藏、青海、宁夏、甘肃等地，生长于海拔2,200米至4,500米的地区，见于山坡林下阴处及岩石上，目前尚未由人工引种栽培。